# Ioannis Maniatis
Ioannis Maniatis, (Γιάννης Μανιάτης) född 12 oktober 1986 i Livadeia, Grekland, är en grekisk fotbollsspelare som spelar för Standard Liège, på lån från den grekiska klubben Olympiakos FC. Han spelar även för Greklands fotbollslandslag.